# Acanthosia similis
Acanthosia similis is een vlinder van de familie van de spinneruilen (Erebidae). De wetenschappelijke naam van deze soort is voor het eerst voorgesteld als Archithosia similis door Sven Jørgen Rolf Birket-Smith in een publicatie uit 1965.
De soort komt voor in Kameroen.